# Linea Nishikigawa Seiryū
La linea Nishikigawa Seiryū della ferrovia Nishikigawa (錦川鉄道錦川清流線?, Nishikigawa tetsudō Nishikigawa Seiryū-sen) è una linea ferroviaria suburbana della città di Iwakuni, nella prefettura di Yamaguchi, e collega le stazioni di Kawanishi e Nishikichō. La linea è a scartamento ridotto di 1067 mm, a binario singolo non elettrificato.

## Dati
- Estensione linea： 32,7 km
- Scartamento: 1.067 mm
- Numero di stazioni e fermate, capolinea inclusi: 13
- Doppio binario: assente
- Sezione elettrificata: nessuna
- Segnalamento: Kawanishi - Kita-Gōchi: blocco automatico; Kita-Gōchi - Nishikichō: blocco automatico speciale

## Storia
La ferrovia aprì il 1º novembre 1960 col nome di linea Gannichi (岩日線?, Gannichi-sen), sotto la gestione delle Ferrovie Nazionali Giapponesi (JNR), e l'estensione al capolinea di Nishikichō venne portata a termine nel 1963.
Un'estensione verso Nichihara, sulla linea Yamaguchi, fu approvata a avviata nel 1967, tuttavia, dopo aver preparato circa il 50% del tracciato, nel 1980 i lavori vennero interrotti. 
Il tracciato incompiuto è stato riadattato a percorso pedonale.
La società di gestione attuale, la Ferrovie Nishikigawa, venne stabilita il 1º aprile 1987, e il 25 luglio dello stesso anno la gestione fu ceduta da parte delle ormai dissolte ferrovie nazionali.

## Servizi
La linea è interessata da traffico locale con un treno ogni 1-2 ore. Alla stazione di Kawanishi, tutti i treni si immettono sulla linea Gantoku e proseguono fino alla stazione di Iwakuni.

## Stazioni
| Stazione            | Stazione     | Distanza | Collegamenti                                | Posizione |
| ------------------- | ------------ | -------- | ------------------------------------------- | --------- |
| Iwakuni             | 岩国         | 0.0      | Linea principale Sanyō                      | Iwakuni   |
| Nishi-Iwakuni       | 西岩国       | 3.7      | Linea Gantoku                               | Iwakuni   |
| Kawanishi           | 川西         | 5.6      | Linea Gantoku                               | Iwakuni   |
| Seiryū-Shin-Iwakuni | 清流新岩国   | 9.5      | Sanyō Shinkansen (stazione di Shin-Iwakuni) | Iwakuni   |
| Shuuchi-Kasagami    | 守内かさ神   | 11.0     |                                             | Iwakuni   |
| Minami-Gōchi        | 南河内       | 14.2     |                                             | Iwakuni   |
| Yukaba              | 行波         | 16.8     |                                             | Iwakuni   |
| Kita-Gōchi          | 北河内       | 19.5     |                                             | Iwakuni   |
| Mukuno              | 椋野         | 23.3     |                                             | Iwakuni   |
| Naguwa              | 南桑         | 26.4     |                                             | Iwakuni   |
| Seiryu Miharashi    | 清流みはらし | 28.1     |                                             | Iwakuni   |
| Nekasa              | 根笠         | 29.1     |                                             | Iwakuni   |
| Kawayama            | 河山         | 33.5     |                                             | Iwakuni   |
| Yanaze              | 柳瀬         | 36.6     |                                             | Iwakuni   |
| Nishikichō          | 錦町         | 38.3     |                                             |           |

## Materiale rotabile
- Automotrice diesel NT3000